# おめでとう郷ひろみ・二谷友里恵結婚披露宴
『おめでとう郷ひろみ・二谷友里恵結婚披露宴』（おめでとう　ごうひろみ　にたにゆりえ　けっこんひろうえん）は1987年6月12日に東京都港区高輪にある「新高輪プリンスホテル」（当時）。現在のグランドプリンスホテル新高輪・飛天から生中継されたフジテレビ制作の特別番組である。

## 概要
- 郷ひろみと二谷友里恵が結婚するにあたってフジテレビが独占で制作・生中継を行った。
- 番組タイトルは「－完全生中継－おめでとう!郷ひろみ・二谷友里恵結婚披露宴」披露宴会場及び生中継場所は新高輪プリンスホテルの大宴会場「飛天の間」、そして隣接する庭園から19:00から20:54[注 1]の生放送で視聴率は芸能人結婚披露宴放送の中では2018年現在でも平均視聴率歴代最高の47.6%、瞬間最大視聴率58.5%を記録した番組。
- 披露宴出席者は約1000名で時代背景にバブル時代ということもあって会場には大掛かりな特設ステージが組まれフルバンド、オーケストラが準備された。
- 披露宴後半では新郎新婦が会場のステージから庭園の特設ステージへハリウッド・スキャンダルの生演奏で歩いたあとお嫁サンバの歌を披露した。[1]
- 結婚式は当日の13:00から14:00に東京港区赤坂にある霊南坂教会で行われ列席者が約150名で、これもフジテレビ『3時のあなた』枠で生中継された。
- 披露宴には媒酌人は設けなかったものの実質的には郷や、バーニングプロダクションと親交が深かった披露宴制作の演出・総指揮を担当した疋田拓夫妻だと報じられた[2]。その後、疋田は1987年7月のフジテレビ社内の人事異動により制作現場から離れた。
- 主賓のヴァイオリニストの堀正文が生演奏で「クライスラー・美しきロスマリン」を奏でた。[3]

## 出演者
- 披露宴総合司会：古舘伊知郎
- 放送進行司会：須田哲夫、岩瀬惠子
- レポーター：永麻理、阿部知代
- バイオリン独奏：堀正文
- ピアニスト：花房春美
- 独唱（テノール）：小林一男、（ソプラノ）：佐藤しのぶ
- 合唱：慶應大学ワグネルソサエティ（男声合唱団、女声合唱団）
- 演奏：GN室内管弦楽団、THE HIT SOUND SPECIAL
- 指揮：新井英治
- コーラス：フィーリング・フリー[4]

## スタッフ
- 監修：塚田茂
- 構成：玉井貴代志、スタッフ東京
- 音楽：服部克久、広瀬健次郎
- プロデューサー・総合演出：疋田拓
- ディレクター：井上信悟、上原徹、前川尚史、鈴木清親、大前一彦、菊地伸、戸上浩、赤沢幸弘、西村英二郎　他
- FD・AD：渡辺秀樹、羽田孝一、桑原潔、野田俊彦、長部聡介、山中謙一、平野昌一、相沢雅浩　他
- AP：後藤年孝、藤代智子、嶺村友江
- TD・SW：笹川一男、那須俊郎、福田勝裕、高橋友男
- TK：伊佐次千恵子、横倉登美子、土田芳美、富取圭子、安富弘江
- カメラ：仲田裕人、福田紳一郎、一ノ瀬一、加藤文也、馬場直幸、斉藤浩太郎、石田智男、森田修、小張豊、伊佐憲一　他
- AUD：柴田謙司、加藤健治、松本勝　他
- VE：浦須内修、槇俊哉　他
- LD：大和田恵久、小宮俊彦　他
- 美術：石鍋紳一郎
- デザイン：馬場文衛
- 電飾：小林義秋
- タイトル：山形憲一、藤井苑子
- 振付：西条満
- スタイリスト：梅原久沙永
- 制作協力：バーニングプロダクション、二谷事務所、電通、フロムファーストプロダクション、プリンスホテルグループ

※ スタッフは夜のヒットスタジオの制作スタッフとバーニングプロダクション、二谷事務所のスタッフで担当を固められた。